# America Latina (film)
America Latina è un film del 2021 scritto e diretto da Damiano e Fabio D'Innocenzo.
È stato presentato in concorso alla 78ª Mostra internazionale d'arte cinematografica di Venezia.

## Trama
Massimo Sisti è un dentista benestante, felicemente sposato con Alessandra e padre di due figlie adolescenti, Ilenia e Laura, con le quali vive in una bellissima villa nei dintorni di Latina. La sua vita si svolge pacificamente, alternando il lavoro alla famiglia, cui è molto devoto; le uniche eccezioni sono le uscite con l'amico Simone e le visite all'anziano padre, col quale l'uomo ha però un pessimo rapporto. Un giorno come un altro, Massimo scende nello scantinato della sua villa per una faccenda domestica e vi trova una bambina legata e imbavagliata. Il dentista, sconvolto, non ha la minima idea su chi possa averla portata lì e in che modo; la bambina è inoltre molto aggressiva nei suoi confronti e rifiuta con violenza il suo aiuto. Mentre cerca di decidere che cosa fare, Massimo decide di continuare a tenere la bambina prigioniera per proteggere se stesso e la sua famiglia, tenendola nascosta anche ad Alessandra e alle ragazze.
I primi sospetti di Massimo ricadono su Simone, che tempo prima gli aveva chiesto un forte prestito per pagare un debito: egli crede che lui abbia rapito la bambina per chiedere un riscatto, nascondendola poi nella sua villa grazie a una copia delle chiavi. Massimo gli pone delle domande ambigue e arriva addirittura a mostrargli una foto della rapita, senza però turbarlo più di tanto; chiede allora informazioni a Roberto, un barista amico di entrambi, ma questi rifiuta di dargliene e riferisce tutto a Simone. Massimo allora cerca di inseguirlo in auto per sorprenderlo in flagrante, ma Simone lo blocca e lo aggredisce: pur non facendogli davvero male, gli intima di lasciarlo perdere.
L'intera faccenda, nel frattempo, sconvolge la psiche di Massimo, che si rende conto di aver avuto, nel passato immediato, frequenti vuoti di memoria a causa dell'abuso di alcool e psicofarmaci; l'ansia e il nervosismo gli impediscono di lavorare serenamente e iniziano a minare anche la tranquillità familiare: per questo motivo inizia pian piano a odiare la bambina, per la quale prova al contempo un senso di protezione che lo porta nonostante tutto a tenerla al caldo, darle da bere e a curarle i denti.
Massimo inizia a sospettare di suo padre, che vive da tempo in indigenza e già altre volte si era imbarcato in attività illecite per procurarsi denaro. I due hanno uno spiacevole confronto, durante il quale si rinfacciano le mancanze che ciascuno ha avuto verso l'altro, rimarcando al tempo stesso la loro interdipendenza reciproca. Al termine del diverbio Massimo, in lacrime, viene consolato dalla fedele e amorevole Alessandra.
Col passare dei giorni, Massimo nota dei comportamenti sospetti nella moglie e nelle figlie, le quali hanno nei suoi riguardi degli atteggiamenti evasivi. L'uomo inizia a sospettare che loro siano al corrente della presenza della bambina nello scantinato: si verifica perciò un'escalation di tensione in famiglia, la quale porta Massimo, in preda alla rabbia, a rompere le tubazioni dello scantinato per allagarlo e in questo modo punire la bambina, che lui ritiene ormai colpevole della distruzione della sua tranquillità. In seguito, tuttavia, Massimo scopre che ciò che gli veniva tenuto nascosto era una festa di compleanno a sorpresa. Durante i festeggiamenti, Alessandra lo prende in disparte e gli chiede di andare in analisi presso uno psicologo, che lo aiuterebbe a ritrovare la serenità; Massimo, tuttavia, crede che lei e le ragazze non sopportino più il suo comportamento e lo vogliano far internare, così reagisce violentemente aggredendole. Successivamente se la prende anche con la bambina nello scantinato, tentando di annegarla.
Massimo decide di sbarazzarsi una volta per tutte della bambina e dei problemi che essa comporta, così scava una buca dove seppellirne il cadavere una volta che l'avrà ammazzata. Tornato a casa, Alessandra lo mette di fronte alla realtà: egli ha aggredito le persone che più ama al mondo, per questo lei sta pensando di lasciarlo e portare via con sé le ragazze. A quel punto Massimo decide di confessare alle tre il motivo della sua follia: le conduce nello scantinato per mostrare loro la bambina, affinché la liberino e chiamino i soccorsi; una volta lì, però, Alessandra, Laura e Ilenia scompaiono misteriosamente. Mentre Massimo viene portato via dalla polizia, un notiziario annuncia la liberazione della bambina, ma rivela anche che il rapitore (Massimo stesso), nonostante abbia chiesto insistentemente di vedere sua moglie e le sue figlie, è in realtà celibe e conduce una vita riservata, priva di qualsiasi affetto e rapporto umano.
Condotto in prigione, Massimo torna finalmente sereno e tranquillo; nella sua cella, assieme a lui convivono le immagini di Alessandra, Ilenia e Laura, che non lo abbandonano mai.

## Produzione
Le riprese del film sono iniziate il 1º marzo 2021 e si sono concluse l'11 maggio dello stesso anno.
La voce fuori campo nel finale del film non era presente nella proiezione originale al Festival del cinema di Venezia.

## Distribuzione
Il film è stato presentato in anteprima il 9 settembre 2021 in concorso alla 78ª Mostra internazionale d'arte cinematografica di Venezia. È uscito nelle sale cinematografiche italiane nel gennaio 2022.

## Colonna sonora
La colonna sonora è composta interamente dai Verdena.

## Riconoscimenti
- 2021 - Mostra internazionale d'arte cinematografica[5] in concorso per il Leone d'oro al miglior film
- 2022 - Nastro d'argento[6] al miglior soggetto originale ai fratelli D'Innocenzo